# Wypalarka plazmowa CNC
Wypalarka plazmowa CNC, stół CNC – sterowana numerycznie (ang. CNC – Computer Numerical Control) obrabiarka przeznaczona do cięcia plazmowego blach przy wykorzystaniu palnika plazmowego.   

## Budowa[1]
Kompletna wypalarka plazmowa CNC to obrabiarka, zbudowana z następujących elementów: 
- stołu sterowanego numerycznie z szafą lub pulpitem sterowniczym
- agregatu plazmowego
- systemu zaopatrzenia agregatu plazmowego w gaz plazmowy (np. sprężarka powietrza)

Stół CNC zbudowany jest z:
- konstrukcji ramowej stołu z elementami zabudowy i przestrzenią roboczą
- ruchomej belki poruszającej się po osiach Y- oraz Y+
- suportu z palnikiem (zamontowany na ruchomej belce), poruszającego się po osiach X- oraz X+
- elementów napędu (serwo-silniki, silniki krokowe)
- elementów przenoszenia napędu (przekładnie)
- przemysłowego sterownika CNC
- sterowników mikroprocesorowych
- napięciowego regulatora wysokości palnika THC
- modułów dodatkowych
- systemu wentylacji: filtrowentylacja tradycyjna lub wentylacja wodna.

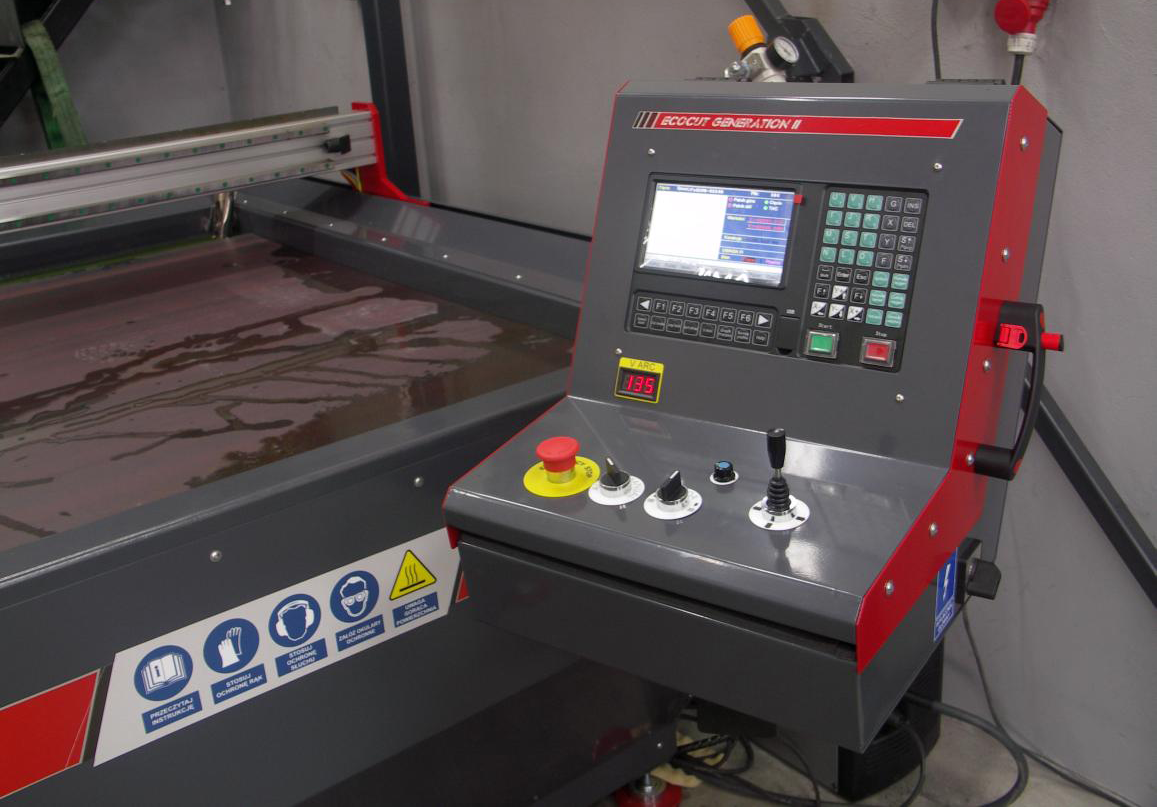
Pulpit sterowniczy stołu CNC

## Zasada działania
Wypalarka plazmowa CNC umożliwia wycinanie elementów o dowolnym kształcie. Arkusz blachy umieszcza się na powierzchni roboczej stołu CNC (przykładowe wymiary powierzchni roboczych: 1500x3000 mm, 2000x3000 mm, 2000x6000 mm), następnie do sterownika urządzenia wgrywa się program cięcia. Po uruchomieniu następuje automatyczne wypalanie (wycinanie) fragmentów blach, zgodnie z wcześniej wgranym programem.  
Proces cięcia plazmowego polega na wykorzystaniu wysokiej temperatury plazmy oraz bardzo dużej prędkości wylotowej gazów. Palnikiem plazmowym można ciąć wszystkie materiały przewodzące prąd elektryczny takie jak: stal konstrukcyjna, stal wysokostopowa oraz metale nieżelazne. Grubość oraz prędkość cięcia zależą od zastosowanego typu agregatu plazmowego. 

## Systemy wentylacji stołu

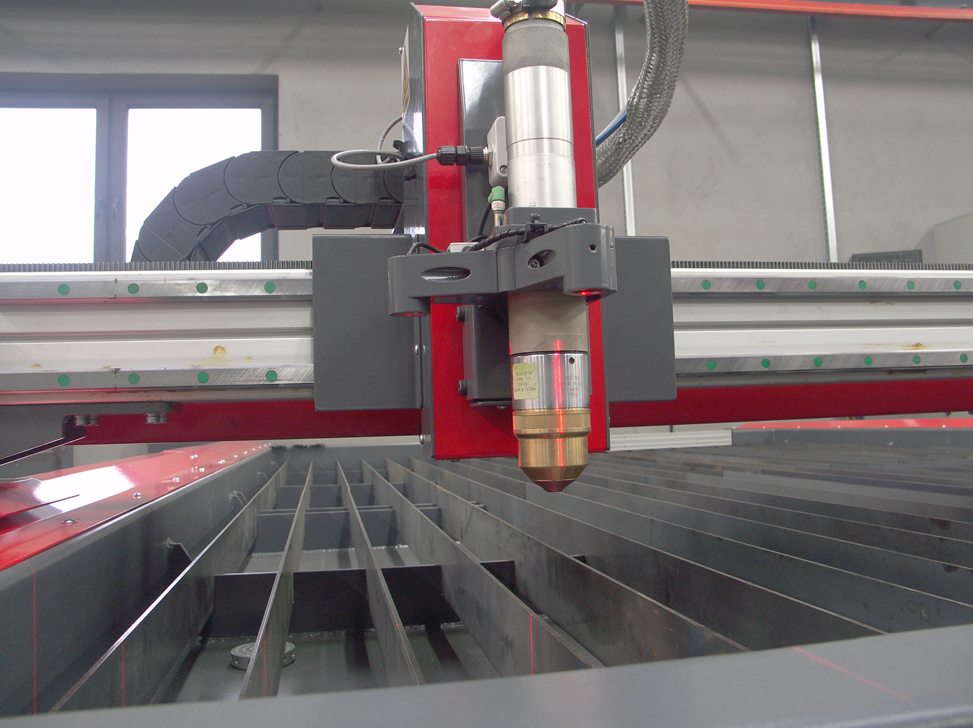
Suport z palnikiem plazmowym

## Systemy wentylacji stołu[1]

### Tradycyjny system filtrowentyacji
W tradycyjnym systemie filtrowentylacji, dymy i opary odciągane są za pomocą filtrowentylatorów. Stół podzielony jest na sekcje, do których podłączone są oddolnie przewody wentylacyjne. Sekcje uruchamiają się automatycznie w momencie gdy w danej sekcji odbywa się proces cięcia plazmowego. Stąd nazwa takich stołów: stoły sekcyjne. 

### Wentylacja wodna (stół wodny CNC)
W stołach wodnych wentylacja odbywa się za pomocą wody umieszczonej pod ciętym materiałem, gdzie proces cięcia termicznego odbywa się w lustrze wody. Zastosowanie stołu wodnego CNC w technologii cięcia plazmowego, ma korzystny wpływ na ograniczenie odkształceń wycinanych elementów, redukcję poziomu hałasu i poprawę jakości krawędzi wycinanego elementu. 